# 요하네스버그 파크역
요하네스버그 파크역(Johannesburg Park Station)은 남아프리카 공화국 요하네스버그에 있는 중앙 철도역이며, 아프리카에서 가장 큰 철도역이다. 리식, 울마란스, 원더러스, 노드가와 접한 구역에서 중심 업무 지구와 브람폰테인 사이에 위치해 있다. 파크역은 크뤼허르스도르프에서 저미스턴까지 동서를 운행하는 비트바테르스란트 철도 노선에 놓여 있다. 동쪽 이후의 4개의 역은 도른폰테인, 엘리스 파크, 제페, 조지 고흐 역이다.
파크역은 비트바테르스란트 메트로레일 네트워크의 중심이며, 매일 통근 열차가 서쪽으로 칼레톤빌, 랜드폰테인, 소웨토까지, 동쪽으로 스프링스, 니겔, 데이브톤까지, 북쪽으로 프레토리아, 남쪽으로 베레니깅까지 운행된다. 파크역은 또한 케이프타운, 더반, 포트 엘리자베스, 이스트 런던, 킴벌리 경유 블룸폰테인, 넬스프루이트 경유 코마티포트, 폴로콰네 경유 무시나행 쇼쇼로자 메일 장거리 열차의 종착역이다.
하우트레인(Gautrain) 급행 철도의 남쪽 종착역은 기존 본선역과 인접한 별도의 역이 지하에 위치한다.

## 역사
새로운 비트바테르스란트(위트워터즈랜드) 금광지 근처의 "Randjeslaagte"에 대한 정착지, 곧 현재의 요하네스버그라 불리는 곳을 조사한지 1년 후인 1887년 남아프리카 공화국(ZAR) 정부는 철도노선을 위해 노드가(Noord Street)의 북쪽 구획을 남겨두었고, 이 때 노드가 남쪽 구획만을 건축 계획으로 조사하여 사실상 도시 도심부가 될 곳을 둘로 나누었다.:6
1888년까지 복스버그와 브람폰테인 간 초기 철도는 정류장 바로 북쪽에 있는 크루거스 공원의 이름을 딴 파크(Park)이라고 불리는 역의 양철 창고를 지났다.:6 크루거스 파크는 나중에 올드 원더러스로 지칭되었다. 1889/1890년까지 그 정류장은 이제 복스버그/브라암폰테인선의 파크 홀트(파크 홀트)라고 불렸다.:6 이 노선은 네덜란드-남아프리카 철도 회사(De Nederlandsche Zuid-Afrikaansche Spoorweg Maatschappy, NZASM)에 의해 운영되었으며, 복스버그의 탄광로부터 블룸폰테인의 저장소에 석탄을 운반하는 Rand Steam Tram으로 알려져 있다.:153 나중에 서쪽으로 연장되어 크뤼허르스도르프까지, 동쪽으로 복스버그에서 스프링스까지 연장되었다.:153

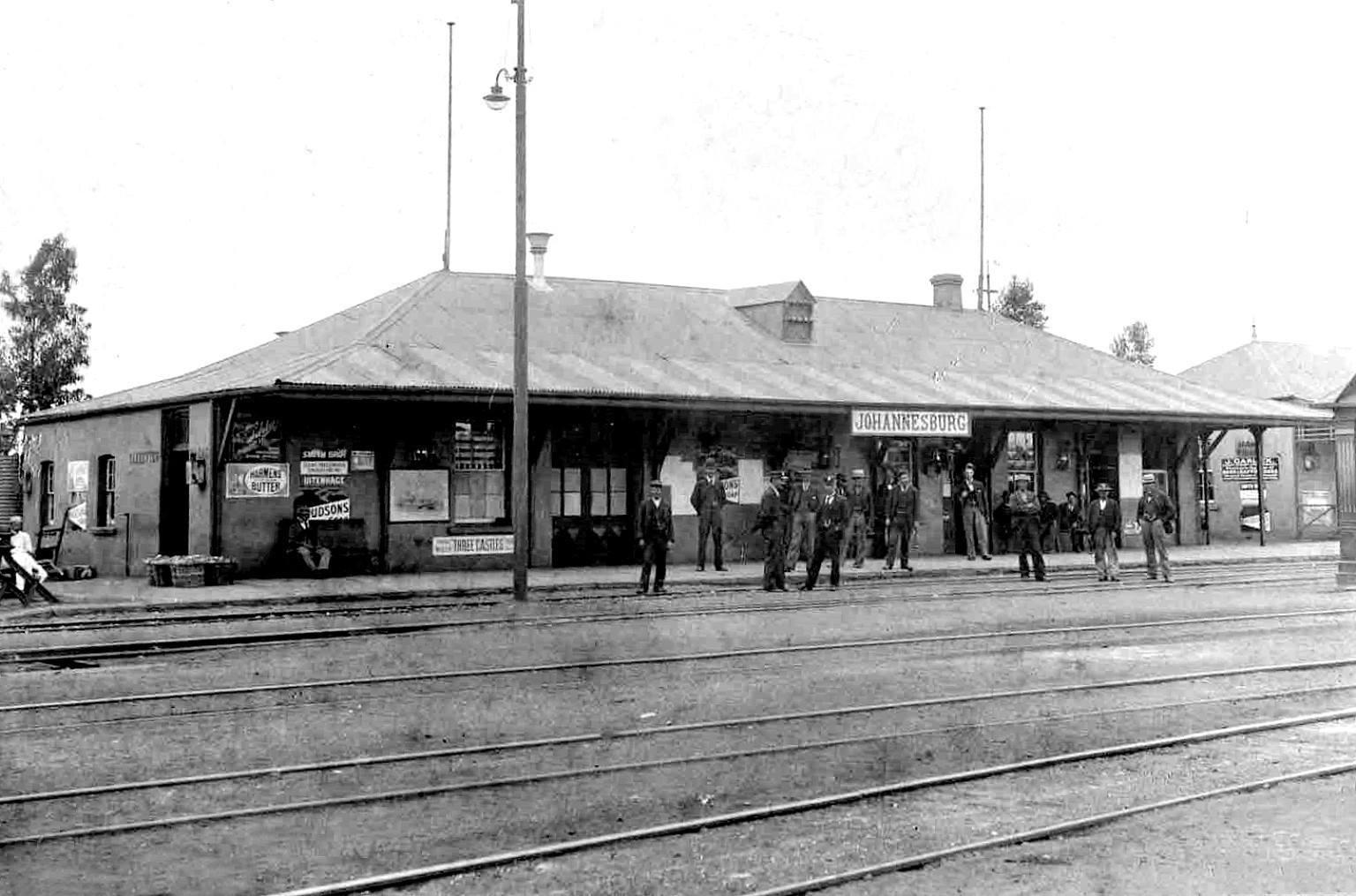
파크 홀트 (1893년 경)

NZASM은 남아프리카 공화국(ZAR) 정부에서 트란스발 철도의 건설 및 관리를 위한 철도 독점을 허가받아 1887년 6월 21일 결성되었다.:151 그 후원자들은 네덜란드의 라바우헤러 오이엔스(Labouchere Oyens)와 로베르트 바르스하우어(Robert Warschauer)와 독일 베를린의 "베를린 무역회사"이다.:151 NZASM은 프리토리아에서 포르투갈령 동아프리카(현재의 모잠비크)의 국경까지 철도를 건설할 계획이었는데, 이 철도는 케이프와 나탈의 영국 영토를 우회하여 인도양과 독립된 연계를 갖는 것을 목표로 하고 있다. 이 계획은 자금 조달에 미치지 못했고, 케이프 정부에 의해 ZAR에 자금을 대출받은 후, 로스차일드로부터 추가 대출을 받을 수 있었지만, 케이프 레일 당국이 오렌지 자유주를 거쳐 요하네스버그까지 케이프 노선 요금을 계속해서 3년 동안 책정할 수 있도록 하는 조건이었다.:153

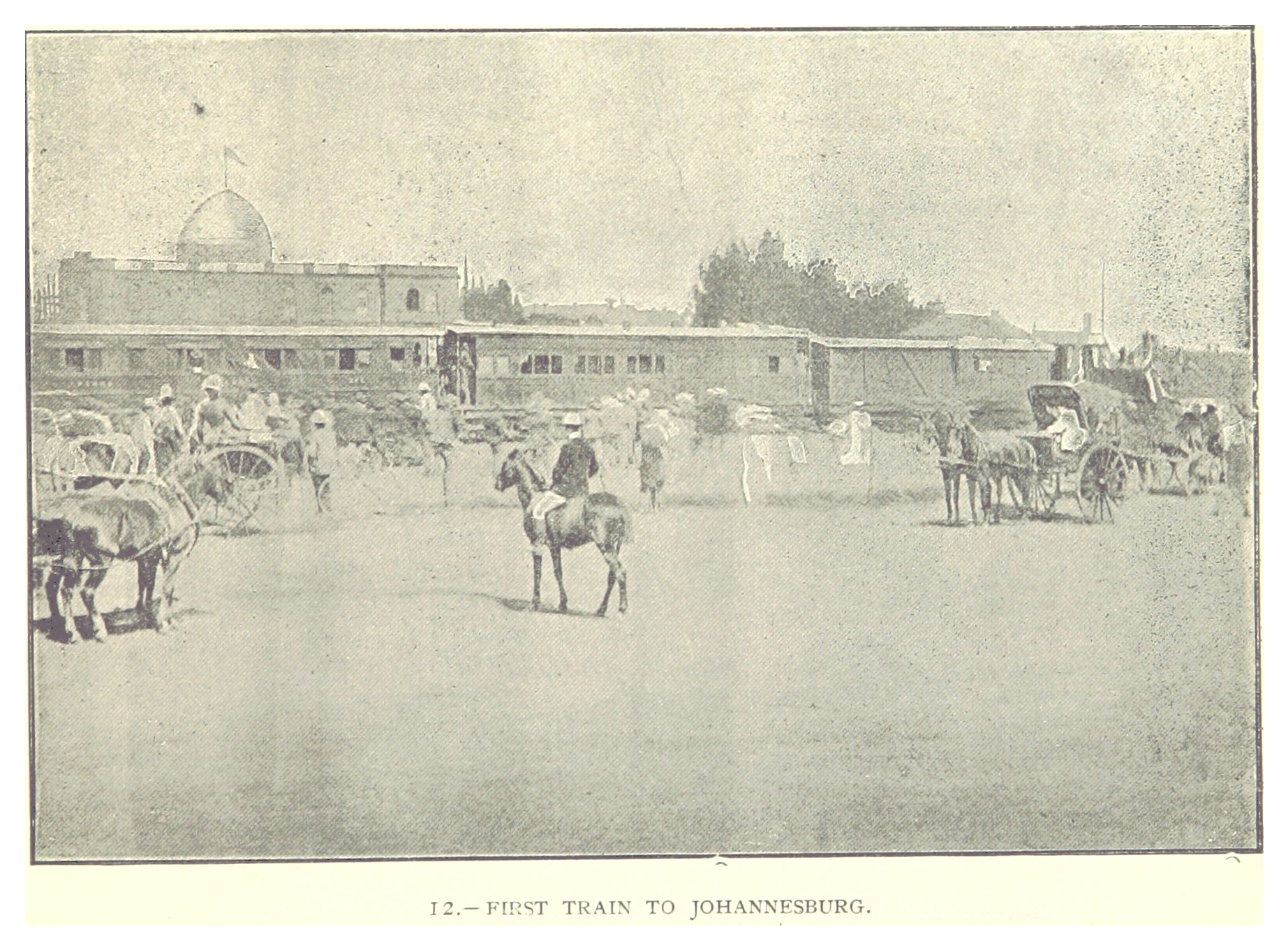
케이프타운 발 첫번째 열차

그러므로 요하네스버그행의 두 번째 열차 노선은 1892년 9월 15일에 케이프타운 발 첫번째 열차로서 개통되었다.:150 1893년, 프레토리아는 공공 안전을 위해 역과 더 가깝고 지면보다 낮은지대의 노선으로 요하네스버그와 연결되었다. 킹조르주가의 노선 위에 도로 교량이 건설되었고 트위스트가의 북쪽 끝에 보행자 교량이 건설되었다.:7 이것은 곧 ZAR이 1894년 11월 2일 첫 열차가 로렌수마르케스(마푸투)에서 요하네스버그까지 운행하면서 프리토리아와 델라고아 만을 연결하는 계획에 이어 이루어졌다.:153 나탈 식민지는 골드필즈와 연결되어 1896년 1월 2일 더반에서 요하네스버그 간의 첫 열차가 운행되었다.:152

### 1897년 역사

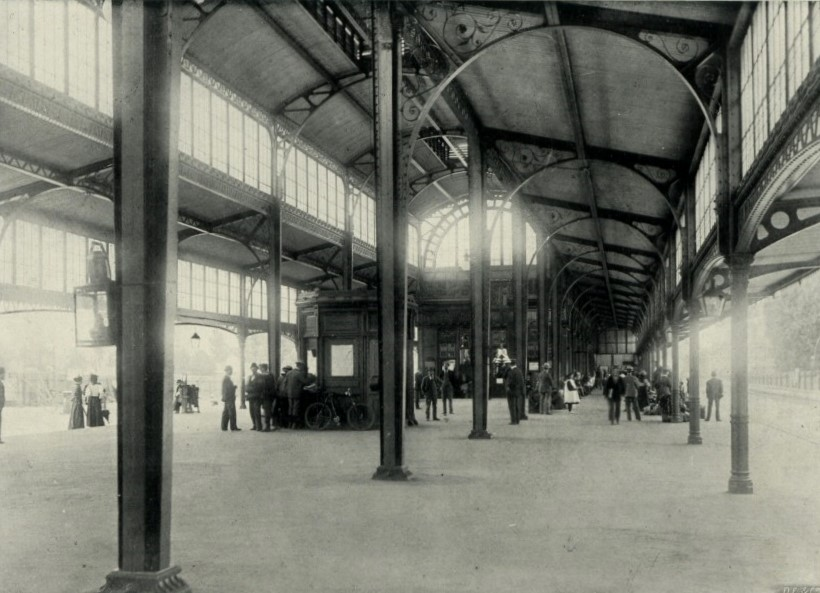
1897년 파크홀트역 내부

승객 수가 증가함에 따라, 새로운 역이 필요했다. 1897년 5월, ZAR은 네덜란드에서 강철과 유리 건물을 구입한 후 파크 홀트를 개량했다.:7 이 건물은 1895년 로테르담에서 건축된 암스테르담 전시회의 일부였으며 건축가 제이콥 클링크해머가 설계하였다.:7 1896년에 설치되었으며, 길이 154m, 폭 17m로 식당과 함께 사무실과 승객 시설로 구성되어 있다.:7 사무실과 식당 벽은 떡갈나무로 만들어졌으며, 주철 기둥, 화려한 올리브색 철제 작업물과 유리 돔 지붕으로 디자인되었다.:65
네덜란드 격언들이 인쇄된 떡갈나무가 있는 식당이 있었는데, 그 중 일부는 1932년 신설된 역의 커피숍으로 옮겨졌다.:66 1906년 동안, 요하네스버그 CBD의 교통을 개선하기 위해, 트위스트가에 철도를 가로지르는 콘크리트 교량을, 해리슨가의 철도 노선에 지하도를 건설하였다.:9
1913년 7월 5일 밤, 폭도들이 소방차 호스를 절단한 후, 파크역은 약탈과 폭동 중에 화재로 피해를 입었다.:67:36  전날 마켓 광장에 모인 수천 명의 광부들이 군과 경찰에 의해 모임이 해산된 후 계엄령이 선포되었다.:35 그러자 폭동이 이어졌다. 이번 소요사태의 원인은 클라이폰테인 금광에서 광부들의 발포였으며 동정 파업이 63개의 다른 광산들로 확산되었다.:35

### 1932년 역사

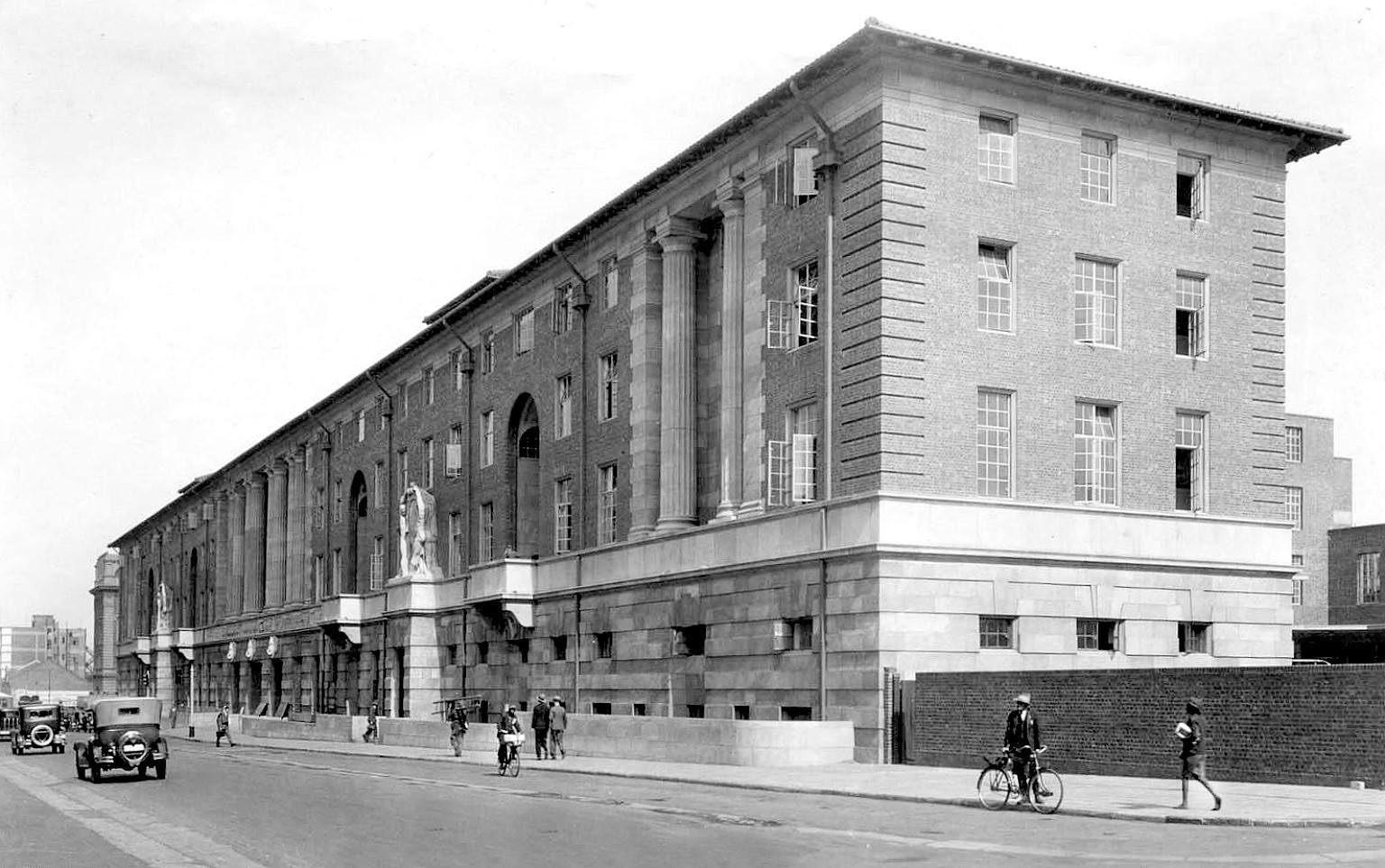
더 빌리어스 가(De Villiers Street)의 1932년 파크역 신역사

1920년대 후반, 역의 승객 수는 다시 그 시설보다 많아졌다. 새로운 중앙홀과 8개의 승강장과 4개의 철도를 위해 650,000파운드가 조성되었다.:12:350 이 새로운 시설들은 북쪽에서만 이용할 수 있고 구 원더러스(Wanderers)의 일부인 추가 부지를 필요로 하였다. 남아프리카 철도에서 100피트짜리 원더러스 부지를 31,000파운드로 제안흐었고 클럽이 그 금액을 두 배로 요구했을 때 요하네스버그 사람들은 이에 반대했다.:350 이 금액은 ₤35,000에 정산되었고, 1928년 12월 11일 철도부 장관 C.W. 말란이 초석을 놓았다.:350 건축가들은 고든 리이스(Gordon Leith)와 헤라르트 무르데이크 & 바촌(Gerard Moerdijk & Watson)의 건축 회사와 연관된 파트너들었다.:12 이 새로운 역은 1932년에 개장했으며, 요하네스버그 CBD의 주요 상점가인 엘로프가 북쪽 끝의 더 빌리어스 가에 중앙홀 입구가 있었다.:14:350 정면은 투스칸 콜로네이드로 장식되어 있었고, 중앙홀은 예술가인 자코푸스 헨드리크 피에르네프(Jacobus Hendrik Pierneef)가 그린 28개의 패널로 장식되어 있었다.:14 한 식당에는 벽과 기둥을 장식하는 파란색과 하얀색의 타일이 있다.
새 역은 백인을 위한 화려한 시설과 비백인을 위한 기본적인 시설을 갖춘 인종 차별이 유지되었다.:15
오래된 철과 유리 기차역 구조는 1954년에 해체되어 켐프턴파크에 있는 에스셀렌 공원(Esselen Park)으로 옮겨지며, 그곳에서 남아프리카 철도 훈련 센터로 다시 세워졌다.:7 1995년, 다시 해체되었고 결국 박물관을 지을 목적으로 현재의 역에서 서쪽으로 500미터가 조금 넘는 뉴타운에 다시 설치되었다.

### 1965년 역사
1945년까지, 파크역은 하루에 13만 명의 승객의 수용능력에 도달했고, 철도 노선 위에 새로운 역, 행정 건물, 그리고 새로운 교량으로 역의 인프라를 확장할 필요가 있었다. 그래서 이 계획의 이상적인 토지는 원더러스(Wanderers)의 토지였다.:381 교통부 장관 스터록(F.C. Sturrock)은 이 계획이 약 50개의 다른 단체들을 대표하는 원더러스 클럽과 요하네스버그 공공성 협회에 의해 반대되는 동안 대중에게 이 계획을 팔려고 시도했다.:381
남아프리카 정부는 원더러스의 지부를 수용하기로 했고, 1946년 3월 30일, 대법원 항소부는 정부의 결정을 지지했다.:381 정부는 원더러스 클럽 500,000 파운드의 보상금과 요하네스버그 평의회 1,000,000 파운드의 보상금을 플레인 스퀘어, 뉴 카제르너(Kazerne), 그리고 브람폰테인의 소량의 토지 형태로 지불하고, 평의회가 지고있던 30만 파운드의 부채를 상계하게 된다.:382 원더러스는 1946년 10월 22일 일로보의 켄트 파크에 있는 새 지부로 이전하여 현재까지도 유지되고 있다.:14
이 새로운 역은 1948년부터 1965년 사이에 건축가 케네디, 퍼너, 어빈-스미스 & 주버트가 토목 공학 컨설턴트 회사인 A.S. 조프와 함께 설계하여 4개의 단계로 건설될 예정이다.:14 첫 단계에서는 새로운 역이 북쪽으로 이동하고 선로가 4m 더 떨어졌으며, 역 입구는 주버트(Joubert)가 앞에 배치되어 1951년에 완공되었다.:15 이 단계에서는 1952년 역 입구에서 약간 서쪽으로 요한 리스식 대교(Johan Rissik Bridge)가 건설되었고, 선로 위의 다른 교량도 건설되었다.:15 1954년 2월까지 구역사를 내리고 새로운 승강장과 선로를 건설했다.:15 새로운 부분은 주요 열차 노선의 역이 되었고, "구식" 역사는 교외 선로를 수용하게 되었다.:15 이후 단계에는 1956년 완공된 교외역 슬래브와 1961년까지 주요 노선의 승강장 위에 콘크리트 덮개가 설치되었다.:14 1965년에 정식 개통되었을 때, 교외 10개 노선과 본선 6개 노선이 있었다.:14

## 사고
1964년 7월 24일, 아프리카 저항 운동의 프레데릭 존 해리스가 역의 백인 전용 승강장에 폭탄을 설치하였다. 이 폭탄은 이후 폭발해 77세 여성이 숨지고 23명이 다쳤다. 학교 교사인 해리스가 살인죄로 유죄판결을 받고 1965년 4월 1일 교수형에 처해졌다.
파크역은 이 지역에서 통학하거나 근무하는 여성과 어린이들을 납치해 인신매매의 피해자가 되는 중심지가 된 것으로 2018년 밝혀졌다.

## 하우트레인역
파크역은 또한 프레토리아와 OR 탐보 국제공항으로 연결되는 고속철도인 하우트레인(Gautrain)의 남쪽 종착역이다. 하우트레인역은 스밋가(Smit street)와 월마란스가(Wolmarans street) 아래에 있는 기존의 간선역과 인접하지만, 별도의 접근이 가능하다. 이 역은 현대적이고 안전하며, 삼엄한 경비와 치안 유지가 철저하며, 혼잡시간 동안 10분 간격으로 운영되고, 노선 접근은 선불 비접촉식 하우트레인 카드를 통해 이루어진다.
이 역은 지하에 있으며, 9마일의 터널을 통해 말보로역과 연결되어 있다. 노선은 완전한 전철화가 되어있고 국제 표준 1,435 mm (4 ft 8 1⁄2 in) 궤간에 맞추어 제작되며, 기존선인 1,067 mm (3 ft 6 in) 케이프 궤간보다 넓다. 이 역은 2012년 6월에 운행을 위해 개통되었다.

## 운행계통별 인접역
| 쇼쇼로자 메일        | 쇼쇼로자 메일                 | 쇼쇼로자 메일                    |
| -------------------- | ----------------------------- | -------------------------------- |
| 시·종착역            | 요하네스버그-케이프타운선     | 크뤼허르스도르프 케이프타운 방면 |
| 시·종착역            | 요하네스버그-더번선           | 저미스턴 더번 방면               |
| 시·종착역            | 요하네스버그-포트엘리자베스선 | 저미스턴 포트엘리자베스          |
| 시·종착역            | 요하네스버그-이스트런던선     | 저미스턴 이스트런던              |
| 시·종착역            | 요하네스버그-코마티포르트선   | 저미스턴 코마티포르트            |
| 시·종착역            | 요하네스버그-무시나선         | 저미스턴 무시나                  |
| 프리미어 클래스      |                               |                                  |
| 시·종착역            | 요하네스버그-케이프타운선     | 포체프스트롬 케이프타운 방면     |
| 시·종착역            | 요하네스버그-더번선           | 저미스턴 더번 방면               |
| 하우트레인           |                               |                                  |
| 시·종착역            | 노스-사우스선                 | 로즈뱅크 햇필드                  |
| 메트로레일 하우텡    |                               |                                  |
| 도른폰테인 조지 고흐 | 요하네스버그-나레디선         | 바람폰테인 나레디                |
| 도른폰테인 조지 고흐 | 요하네스버그-페레이니힝선     | 바람폰테인 페레이니힝            |
| 시·종착역            | 요하네스버그-프레토리아선     | 도른폰테인 프레토리아 or 레랄라  |
| 시·종착역            | 요하네스버그-오베르홀제르선   | 바람폰테인 오베르홀제르          |
| 시·종착역            | 요하네스버그-란드폰테인선     | 바람폰테인 란드폰테인            |
| 시·종착역            | 요하네스버그-스프링스선       | 도른폰테인 스프링스              |
| 시·종착역            | 요하네스버그-데이비튼선       | 도른폰테인 데이비튼              |